# Уоннелл, Ли
Ли Уонне́лл (англ. Leigh Whannell; род. 17 января 1977, Мельбурн, Австралия) — австралийский сценарист, актёр, продюсер и режиссёр, наиболее известный по работе над кинофраншизой «Пила» и исполнения роли Адама Фолкнера-Стэнхайта в ней, а также по работе над серией фильмов «Астрал».

## Биография
Ли Уоннелл родился 17 января 1977 года. Ли с четырёх лет писал рассказы, а также приставал ко всем со своими историями. Впрочем, мечтал ли он стать писателем — точно неизвестно, известно лишь то, что его привлекало наличие аудитории. Позднее он начал писать рецензии для телевидения, а в 18 лет поступил в киношколу при Мельбурнском Университете (Royal Melbourne Institute of Technology). Во время учёбы Уоннелл познакомился с Джеймсом Ваном, и эта встреча оказалась в некотором смысле судьбоносной (об этом ниже). Работал кинокритиком на австралийских телешоу, включая «Recovery» телеканала ABC. Играл эпизодическую роль в фильме «Матрица: Перезагрузка», а также озвучил персонажа из игры Enter the Matrix.
В качестве зачётной работы Ли и Джеймс Ван написали сценарий к фильму «Пила: Игра на выживание» и сняли короткометражный фильм по «Пиле». Их руководитель был настолько впечатлён увиденным, что отправил в Голливуд. Отправил и забыл. Через несколько месяцев пришло письмо, в котором говорилось, что Вана и Уоннелла приглашают снимать фильм по их сценарию.
После успеха первой части Ли хотел отказаться от работы над сиквелом, однако поддался искушению. Так появилась «Пила II» . Ли также написал сценарий и к «Пила III», после чего он больше не был сценаристом следующих частей серии, однако остался их продюсером. Уоннелл, смотря на Вана, который уже вовсю занимался собственными проектами, независимыми от других фильмов, тоже занялся своей карьерой. Так, в 2007 году вышел фильм «Мёртвая тишина», над которым он работал вместе с Джеймсом Ваном (последний является не только сценаристом, но ещё и режиссёром фильма). В 2008 году вместе с Джеймсом Ваном, снимают пятиминутную короткометражку «Собачий рай», в которой Ли Уоннелл играет главную и почти единственную роль.
В 2008 году актёру досталась главная роль в триллере Джоди Двайера «Вымирающая порода». В драме 2009 года «Прости» (The Pardon) режиссёра Тома Антона Уоннеллу также достался один из главных персонажей.
Известно, что во время работы над самым своим знаменитым детищем — «Пилой» Ли Уоннелл довольно сильно страдал мигренями, и был вынужден проходить лечение. Пережитые вместе с болезнью ощущения, а также впечатления от встреченных людей со страшными диагнозами стали основой для новой работы Уоннелла — фильма «Рентген» (X-Ray).

## Личная жизнь
С 2009 года Уоннелл женат на актрисе Корбетт Так (кузине актёров Денниса и Рэнди Куэйдов). В марте 2013 года у них родилась дочь Сабин Сильвер Уоннелл. 22 июля 2017 года у пары родились близнецы Джонс Грей и Рен Ривер.

## Фильмография

### Актёр
| Год  |     | Русское название         | Оригинальное название   | Роль                  |
| ---- | --- | ------------------------ | ----------------------- | --------------------- |
| 2000 | ф   |                          | Stygian                 | Clown/Punk Kid        |
| 2003 | ф   | Матрица: Перезагрузка    | Matrix Reloaded         | Аксель                |
| 2003 | ки  |                          | Enter the Matrix        | Аксель                |
| 2003 | кор | Пила                     | Saw                     | Дэвид                 |
| 2003 | ф   |                          | Razors Eaters           | Даррен                |
| 2004 | ф   | Отличный день            | One Perfect Day         | Крис                  |
| 2004 | ф   | Пила: Игра на выживание  | Saw                     | Адам Стэнхейт-Фолкнер |
| 2006 | ф   | Пила III                 | Saw III                 | Адам Стэнхайт-Фолкнер |
| 2007 | ф   | Смертный приговор        | Death Sentence          | Спинк                 |
| 2008 | ф   | Вымирающая порода        | Dying Breed             | Мэтт                  |
| 2008 | кор | Собачий рай              | Doggie Heaven           | Нилл                  |
| 2010 | ф   | Прости                   | The Pardon              | Клемент Мосс          |
| 2010 | ф   | Астрал                   | Insidious               | Спекс                 |
| 2013 | ф   | Одержимая                | Crush                   | Дэвид                 |
| 2013 | ф   | Уничтожение              | Raze                    | Охранник в лифте      |
| 2013 | ф   | Астрал: Глава 2          | Insidious: Chapter 2    | Спекс                 |
| 2015 | ф   | Астрал 3                 | Insidious: Chapter 3    | Спекс                 |
| 2018 | ф   | Астрал 4: Последний ключ | Insidious: The Last Key | Спекс                 |
| 2018 | ф   | Аквамен                  | Aquamen                 | пилот самолёта        |
| 2023 | ф   | Астрал 5: Красная дверь  | Insidious: The Red Doo  | Спекс                 |

### За кадром
| Год  | Название на русском      | Режиссёр | Сценарист | Продюсер       | Примечания              |
| ---- | ------------------------ | -------- | --------- | -------------- | ----------------------- |
| 2003 | Пила                     |          | Да        |                | Короткометражный фильм  |
| 2004 | Пила: Игра на выживание  |          | Да        |                |                         |
| 2005 | Пила 2                   |          | Да        | Исполнительный |                         |
| 2006 | Пила 3                   |          | Да        | Исполнительный |                         |
| 2007 | Мёртвая тишина           |          | Да        |                |                         |
| 2007 | Пила 4                   |          |           | Исполнительный |                         |
| 2008 | Пила 5                   |          |           | Исполнительный |                         |
| 2008 | Собачий рай              |          | Да        |                | Короткометражные фильмы |
| 2009 | Последний ужин           |          |           | Исполнительный | Короткометражные фильмы |
| 2009 | Пила 6                   |          |           | Исполнительный |                         |
| 2010 | Астрал                   |          | Да        |                |                         |
| 2010 | Пила 3D                  |          |           | Исполнительный |                         |
| 2013 | Астрал: Глава 2          |          | Да        |                |                         |
| 2014 | Дерма                    |          | Да        | Исполнительный |                         |
| 2014 | Мул                      |          | Да        | Исполнительный |                         |
| 2015 | Астрал 3                 | Да       | Да        |                |                         |
| 2016 | Партия ножа              |          |           | Исполнительный | Короткометражный фильм  |
| 2017 | Пила 8                   |          |           | Исполнительный |                         |
| 2018 | Астрал 4: Последний ключ |          | Да        | Да             |                         |
| 2018 | Магазин на дому          |          | Сюжет     | Исполнительный | Короткометражный фильм  |
| 2018 | Апгрейд                  | Да       | Да        | Исполнительный |                         |
| 2020 | Человек-невидимка        | Да       | Да        | Исполнительный |                         |
| 2021 | Пила: Спираль            |          |           | Исполнительный |                         |
| 2023 | Астрал 5: Красная дверь  |          | Сюжет     | Да             |                         |
| 2023 | Пила X                   |          |           | Исполнительный |                         |
| 2025 | Вульфмен                 | Да       | Да        | Исполнительный |                         |